# Municipio de Zapotlanejo
Zapotlanejo es uno de los 125 municipios en que se encuentra dividido el estado mexicano de Jalisco. Según el censo de 2020, tiene una población de 64 806 habitantes.
El municipio históricamente fue parte de los Altos de Jalisco y de la Intendencia de Guadalajara de 1786 a 1821. Forma parte de la región Centro del estado y del área metropolitana de Guadalajara.
Su nombre significa: lugar donde abundan los zapotes. Su extensión territorial es de 643.02 km². La población se dedica principalmente al sector servicios. El municipio es conocido por su arquitectura, la extracción y escultura de cantera, y la venta y producción de artículos de vestir.

## Toponimia
Zapotlanejo es una palabra híbrida, mitad náhuatl y mitad castellana. La palabra náhuatl "Tzapotlán" (lugar donde abundan los zapotes), se conforma de los vocablos: "zapotl" (zapotes) y "tlán" (lugar de abundancia); además, tiene agregada la terminación española "ejo".

## Geografía física

### Ubicación
El municipio de Zapotlanejo se localiza al oriente del estado de Jalisco, en las coordenadas 20°27′32″ a los 20º47'40" de latitud norte y de los 102°52′20″ a los 103º17'05" de longitud oeste, a una altitud de 1522 metros sobre el nivel del mar.
El municipio colinda al norte con los municipios de Ixtlahuacán del Río y Cuquío; al este con los municipios de Acatic, Tepatitlán de Morelos y  Tototlán; al sur con el municipio de Zapotlán del Rey; al oeste con los municipios de Juanacatlán, Tonalá y Guadalajara.

### Topografía
Su superficie está conformada por zonas semiplanas (57%), zonas planas (35%) y zonas accidentadas (8%) que alcanzan alturas de 1,900 metros sobre el nivel del mar.

#### Suelos
El territorio está constituido por terrenos del período cuaternario. La composición de los suelos es de tipo predominante feozem háplico, lúvico y planosol eutrico. El municipio tiene una superficie territorial de 64,302 hectáreas de las cuales 15,917 son utilizadas con fines agrícolas, 36,660 en la actividad pecuaria, 4,700 son de uso forestal, 320 son suelo urbano y 6,705 hectáreas tienen otro uso. En lo que a la propiedad se refiere, una extensión de 57,303 hectáreas es privada y otra de 6,999 ejidal; no existiendo propiedad comunal.

### Hidrografía
Sus recursos hidrológicos son proporcionados por los ríos Calderón, Santiago y Verde; por los arroyos: La Laja, Agua Caliente, San Agustín, Pila Colorada, Tecomatlán, Las Corrientes, Chilares, Grande, Robaderas y otros; así como por las presas de La Peña, Las Cuchilladas y varios bordos utilizados como aguajes.

### Clima
El clima semiseco, con invierno y primavera secos y semicálido, sin cambio térmico invernal bien definido. La temperatura media anual es de 19.8 °C, con máxima de 29.3 °C y mínima de 10.8 °C. El régimen de lluvias se registra en los meses de junio, contando con una precipitación media de 945.3 milímetros. El promedio anual de días con heladas es de 2.6. Los vientos dominantes son en dirección del sur.

### Flora y fauna

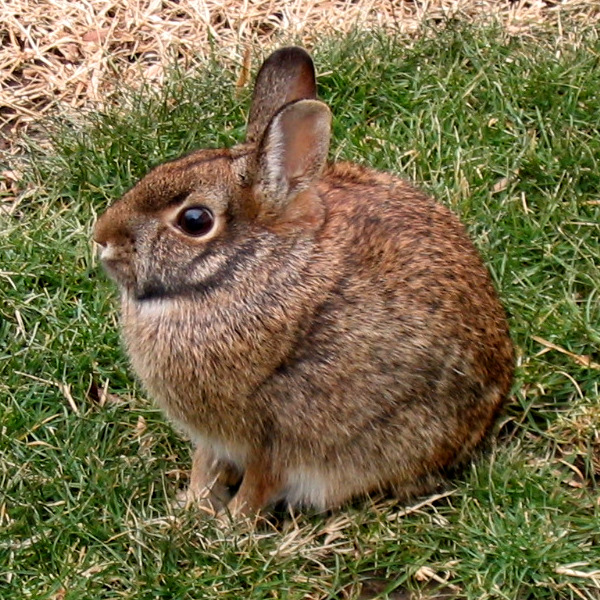
El conejo habita en el municipio.

Su flora se compone básicamente por el pino, el encino y el zapote en sus partes más altas. En laderas esta el huizache, el nopal, el palo dulce, y otras especies.
Su fauna es el venado, el conejo, la liebre, la ardilla, especies de reptiles y otras especies menores habitan esta región.

## Demografía

### Localidades
En el censo de 2020 el municipio de Zapotlanejo contaba con 186 localidades.
| Código INEGI      | Localidad             | Población (2020) |
| ----------------- | --------------------- | ---------------- |
| 141240001         | Zapotlanejo           | 33 284           |
| 141240094         | La Laja               | 2 961            |
| 141240176         | Santa Fe              | 2 921            |
| 141240109         | Matatlán              | 1 796            |
| 141240273         | La Cruz               | 1 557            |
| 141240117         | La Mezquitera         | 1 369            |
| 141240246         | San Joaquín Zorrillos | 1 142            |
| 141240026         | La Purísima           | 1 045            |
| 141240122         | El Salitre            | 1 032            |
| Otras localidades | Otras localidades     | 17 699           |
| Total municipal   | Total municipal       | 64 806           |

## Economía
El 21.05% de los habitantes se dedica al sector primario, el 38.16% al sector secundario, el 38.66% al sector terciario y el resto no se específica. El 37.15% se encuentra económicamente activa. Las principales actividades económicas son: agricultura, ganadería, minería, silvicultura, industria, comercio y transporte.
- Agricultura: se cultiva maíz, sorgo y avena.

- Ganadería: se cría ganado bovino, porcino, ovino, caprino y equino. Además de aves y colmenas.

- Industria: la principal rama es la textil y manufacturera.

- Turismo: destacan la arquitectura, los murales y paisajes naturales.

- Comercio: cuenta con restaurantes, mercado y pequeñas tiendas. Predomina la venta de productos de primera necesidad y los comercios mixtos que venden artículos diversos (ferreterías y tlapalerias )

- Servicios: se prestan servicios financieros, profesionales, técnicos, administrativos, comunales, sociales, personales, turísticos y de mantenimiento.

- Minería: existen yacimientos de cantera, grava, arena y arcilla.

- Pesca: se captura carpa.

- Caza: se captura principalmente venado.

## Infraestructura
- Educación

La tasa de alfabetización de los jóvenes de entre 15 a 24 años de edad es del 98,4%. El municipio cuenta con 57 planteles de preescolar, 86 planteles de primaria, 20 planteles de secundaria y 10 planteles de bachillerato.
- Salud

La atención a la salud es atendida por la Secretaría de Salud, el Instituto Mexicano del Seguro Social, el Instituto de Seguridad y Servicios Sociales de los Trabajadores del Estado, por la Cruz Roja y por médicos particulares. El Sistema para el Desarrollo Integral de la Familia (DIF) se encarga del bienestar social.
- Deporte

Cuenta con centros deportivos, en los que se práctica: fútbol, voleibol, baloncesto (basquetbol) y atletismo. Además cuenta con centros culturales, plazas, parques, jardines, biblioteca, centro social y centros recreativos.
- Vivienda

Cuenta con 15.640 viviendas, las cuales generalmente son privadas. De estas, un total de 15.401 viviendas tienen servicio de electricidad, 14,813 viviendas disponen del servicio de drenaje y 13.695 viviendas tienen servicio de agua potable. Su construcción es generalmente a base de teja, ladrillo y/o tabique.
- Servicios

El municipio cuenta con servicios de agua potable, alcantarillado, alumbrado público, mercados, rastro, cementerios, vialidad, aseo público, seguridad pública y tránsito, parques, jardines y centros deportivos.
El 80,1% de los habitantes disponen de agua potable; el 81,6% de alcantarillado y el 95,8% de energía eléctrica.
- Musica

Es reconocida por las bandas talentosas como que le dieron gran fama y buena consideración musical al municipio, así mismo como la Orquesta Municipal del municipio dirigida por el reconocido y talentoso Maestro Jacinto Castillo Gómez. 
- Medios y vías de comunicación

Cuenta con correo, telégrafo, fax, señal de radio, televisión, teléfono, y servicio de radiotelefonía. El transporte se efectúa a través de la autopista Guadalajara-Zapotlanejo. Cuenta con una red de carreteras rurales que comunican las localidades. Hay servicio de autobuses públicos y vehículos de alquiler.

## Demografía
| 35,588                      | 39,902 | 53,461 | 55,827 | 63,636 | 64,806 |
| (Fuente: INEGI [Consultar]) |        |        |        |        |        |

### Religión
El 98% profesa la religión católica; sin embargo, también hay testigos de Jehová, adventistas del Séptimo Día, mormones y otras sectas. El 0.74% de los habitantes dijeron no practicar religión alguna.

## Cultura
El municipio se caracteriza por su arquitectura y escultura basada principalmente en la utilización de cantera gris extraída de la zona. A través del año se celebran varias fiestas, las cuales se festejan con música, danza, bailes, juegos pirotécnicos, carreras de caballos, eventos deportivos, comida y diversos actos culturales. También se festeja el Día de Muertos.
- Artesanías: destaca sus deshilados, blusas, manteles y rebozos.
- Trajes típicos: el traje de charro y el vestido de china poblana.
- Gastronomía: destacan la birria y barbacoa de borrego, las tostadas raspadas, únicas en su estilo.

### Sitios de interés
- Centro Histórico: Parroquia de la Virgen del Rosario, construida en el siglo XVI; Palacio Municipal, Casa de la Cultura (Siglo XVII), Antiguo Cuartel Militar, Plaza Hidalgo y Plaza Juárez.

- Parque Ecoturístico Puente de Calderón: Extensión natural protegida que alberga el Histórico Puente de Calderón siglo XVII así como un monumento conmemorativo. En 1932 el puente fue declarado monumento histórico, debido a que aquí se realizó la Batalla del Puente de Calderón, derrota insurgente, el 17 de enero de 1811.

- Zona Comercial: Al poniente del Centro Histórico, la zona comercial comprende decenas de manzanas donde se ubican más de 2500 establecimientos dedicados a la venta de ropa, de calzado y de accesorios. También se cuenta con centros comerciales, plazas y andadores.

- Arcos de Zapotlanejo-Parque Escultórico: Llamado “La Puerta de los Altos”, el monumento se encuentra ubicado sobre el acceso poniente de la ciudad. El parque escultórico ha sido dedicado a los hombres y mujeres ilustres de la ciudad.

- Sitio Histórico Juan Terríquez: Incluye puente, árbol histórico y monumento en honor al indígena y héroe de la Independencia Juan Terríquez, con una altura de 12 metros y 9 de ancho y construido en cantera blanca.

- Parque Lineal: Conjunto de parques, andadores, monumentos, auditorio al aire libre, centros deportivos, sitios históricos, puentes, viveros y otras construcciones, que se extiende a lo largo de 16 kilómetros en diferentes puntos de la ciudad.

- Ruinas del Templo del Sagrado Corazón: Su origen data del siglo XIX.

- Plaza Histórica de Matatlán: Su Parroquia alberga los restos mortales de San José Isabel Flores, Mártir de Cristo; La Plaza muestra su arquitectura.

- Templo de La Purísima.

- Haciendas Cuchillas, Colimilla, Coyotes y Salto de Coyotes: en estilo colonial.

- Mirador y Puente Fernando Espinoza.
- Pueblos de la Barranca.
- Casa de la cultura.
- Centro/Estadio deportivo "Las Cuentas"
- Moderna Parroquia De La Madre Naty (Ex Templo de Santa Cecilia)

### Fiestas
- Santa María de Jesús Sacramentado "Madre Naty" del 14 al 21 de mayo en Su Parroquia y el 31 de julio en su templo y santuario.
- Santa Cecilia. Del 20 al 22 de noviembre.
- San Miguel Árcangel. El 19 de septiembre.
- Nuestra Señora del Rosario. El 7 de octubre (Fiesta del pueblo).
- Virgen de Guadalupe. El 12 de diciembre.
- San José Isabel Flores. Del 13 al 21 de junio

## Política

### Gobierno
Su forma de gobierno es democrática y depende del gobierno estatal y federal; se realizan elecciones cada tres años, cuando se elige al presidente municipal y su cabildo.
El municipio cuenta con 193 localidades, siendo las más importantes: Zapotlanejo (cabecera municipal), Santa Fe, La Laja, Matatlán, La Purísima, San José De Las Flores y El Saucillo, (delegaciones municipales), y La Paz, Tinajeros, Las Liebres, Noxtla, Los Platos, Ojo De Agua, San Juan Bautista, El Asoleadero, Señoritas, El Tepame, Pueblos de la Barranca, Agua Bermeja, La Tapona, El Maestranzo, El Mezquite Grande, El Mezquite Chico, El Salitre (La Mora), Galápagos, Las Avispas, Las Venadas, Madrigales, Palo Colorado, Partidas, Los Chombos, Zorrillos (San Joaquín).

### Presidentes municipales
| Presidente municipal             | Período               | Partido político | Notas                                                              |
| Gregorio C. Álvarez              | 1915–1916             |                  |                                                                    |
| Rosalío M. Barajas               | 1916–1917             |                  |                                                                    |
| Mariano Dávalos                  | 1917                  |                  |                                                                    |
| J. Rosario Orozco                | 1918                  |                  |                                                                    |
| Gregorio C. Álvarez              | 1918                  |                  |                                                                    |
| J. Rosario Orozco                | 1918                  |                  |                                                                    |
| Gregorio C. Álvarez              | 1918                  |                  |                                                                    |
| Fernando L. Hernández            | 1919                  |                  |                                                                    |
| Francisco Flores                 | 1919                  |                  |                                                                    |
| Francisco Dávalos                | 1919                  |                  |                                                                    |
| Francisco Flores                 | 1920                  |                  |                                                                    |
| J. Merced Reynoso                | 1920                  |                  |                                                                    |
| J. Rosario Orozco                | 1921                  |                  |                                                                    |
| Francisco Flores                 | 1921                  |                  |                                                                    |
| J. Merced Reynoso                | 1922–1923             |                  |                                                                    |
| Salvador Ruíz Gutiérrez          | 1923                  |                  |                                                                    |
| Francisco Flores                 | 1924                  |                  |                                                                    |
| J. Trinidad Morales              | 1924                  |                  |                                                                    |
| J. Jesús Flores                  | 1925                  |                  |                                                                    |
| Blas Hernández Ibarra            | 1926                  |                  |                                                                    |
| Alfonso Cervantes                | 1926                  |                  |                                                                    |
| J. Jesús Flores                  | 1927                  |                  |                                                                    |
| J. Rosario Orozco                | 1928                  |                  |                                                                    |
| Andrés Orozco                    | 1928                  |                  |                                                                    |
| J. Trinidad Cervantes            | 1928                  |                  |                                                                    |
| Alfonso Cervantes                | 1929                  |                  |                                                                    |
| Andrés Orozco                    | 1929                  |                  |                                                                    |
| J. Trinidad Morales              | 1929                  | PNR              |                                                                    |
| J. Rosario Orozco                | 1930                  | PNR              |                                                                    |
| Gregorio C. Álvarez              | 1930                  | PNR              |                                                                    |
| J. Jesús Flores                  | 1930                  | PNR              |                                                                    |
| J. Trinidad Morales              | 1931                  | PNR              |                                                                    |
| Pedro Flores                     | 1932                  | PNR              |                                                                    |
| Francisco Robledo                | 1933                  | PNR              |                                                                    |
| Narciso D. Aceves                | 1933                  | PNR              |                                                                    |
| J. Jesús Casillas                | 1934–1935             | PNR              |                                                                    |
| Salvador Ruiz Gutiérrez          | 1935–1936             | PNR              |                                                                    |
| J. Trinidad Casillas             | 1937                  | PNR              |                                                                    |
| Ángel R. Dávalos                 | 1937                  | PNR              |                                                                    |
| J. Jesús Guillén                 | 1938                  | PRM              |                                                                    |
| Apolinario Pulido Velasco        | 1939–1940             | PRM              |                                                                    |
| J. Jesús Guillén                 | 1941–1942             | PRM              |                                                                    |
| Ignacio Castellanos Borrallo     | 1943                  | PRM              |                                                                    |
| Enrique Pérez de la Torre        | 1943–1944             | PRM              |                                                                    |
| Apolinario Pulido Velasco        | 1944                  | PRM              |                                                                    |
| Miguel Pulido Velazco            | 1945–1946             | PRM PRI          |                                                                    |
| Apolinario Pulido Velasco        | 1947–1948             | PRI              |                                                                    |
| Salvador Ruiz Gutiérrez          | 1949                  | PRI              |                                                                    |
| Juan Francisco Ríos Morales      | 1949                  | PRI              |                                                                    |
| Leopoldo Gutiérrez González      | 1950                  | PRI              |                                                                    |
| José Víctor Sandoval Beltrán     | 1951–1952             | PRI              |                                                                    |
| Miguel Pulido Velasco            | 1953–1955             | PRI              |                                                                    |
| Jesús Mendoza Lomelí             | 1956–1958             | PRI              |                                                                    |
| Florentino Padilla Castellanos   | 1961                  | PRI              |                                                                    |
| Gregorio Álvarez Dávalos         | 1961                  | PRI              |                                                                    |
| Alfredo Álvarez Dávalos          | 1962–1964             | PRI              |                                                                    |
| J. Jesús Fernández Carranza      | 1965–1967             | PRI              |                                                                    |
| Jorge Humberto Sánchez           | 1968–1970             | PRI              |                                                                    |
| Victorino Gómez Sandoval         | 1971–1973             | PRI              |                                                                    |
| J. Jesús Aguilera Fernández      | 1974–1976             | PRI              |                                                                    |
| Rigoberto Hernández Olivares     | 1977–1979             | PRI              |                                                                    |
| Víctor Cervantes Álvarez         | 1980–1982             | PRI              |                                                                    |
| Alfredo Álvarez Dávalos          | 1983–1985             | PRI              |                                                                    |
| Pablo Coronado Lomelí            | 1986–1988             | PRI              |                                                                    |
| Héctor Macías de la Torre        | 1989–1992             | PRI              |                                                                    |
| Sixto Apolo Cervantes Álvarez    | 1992–1995             | PAN              |                                                                    |
| Raúl Cano Flores                 | 1995–1997             | PAN              |                                                                    |
| Martín González Jiménez          | 01-01-1998–31-12-2000 | PAN              |                                                                    |
| José Luis Cardona Domínguez      | 01-01-2001–31-12-2003 | PAN              |                                                                    |
| Roberto Marín Nuño               | 01-01-2004–31-12-2006 | PRI              |                                                                    |
| Héctor Álvarez Contreras         | 01-01-2007–31-12-2009 | PAN              |                                                                    |
| Juan José Jiménez Parra          | 01-01-2010–30-09-2012 | PVEM             |                                                                    |
| Francisco Javier Pulido Álvarez  | 01-10-2012–30-09-2015 | PRI PVEM         | Coalición "Compromiso por Jalisco"                                 |
| Héctor Álvarez Contreras         | 01-10-2015–30-09-2018 | MC               |                                                                    |
| Héctor Álvarez Contreras         | 01-10-2018–14-05-2021 | MC               | Pidió licencia temporal a su cargo para atender asuntos personales |
| Sandra Julia Castellón Rodríguez | 14-05-2021–17-05-2021 | MC               | Interina                                                           |
| Héctor Álvarez Contreras         | 17-05-2021–30-09-2021 | MC               | Reasumió                                                           |
| Gonzalo Álvarez Barragán         | 01-10-2021–           | Morena           |                                                                    |

## Personas destacadas
- Aurelio Aceves Peña (1887-1946). Fue el primer director de la facultad de ingeniería de la Universidad de Guadalajara. Constructor de los Arcos de Guadalajara. Nació el 11 de diciembre de 1887 en Zapotlanejo, Jal. En 1913 se recibió de la Escuela Libre de Ingenieros de la Ciudad de Guadalajara. En esa misma institución fue profesor de Ignacio Díaz Morales y Luis Barragán (Premio Pritzker1980) considerado el mejor arquitecto mexicano del siglo XX. En 1919 fue nombrado director de Educación del estado de Jalisco y en 1920 resultó elegido como regidor del Ayuntamiento de Guadalajara. Aurelio Aceves formó parte del grupo de intelectuales y funcionarios educativos, convocados en 1925 por José Guadalupe Zuno, para trabajar en el proyecto de reapertura de la Universidad de Guadalajara y posteriormente fue el primer Director de la Facultad de Ingeniería, cargo que desempeñó hasta pocos días antes de su fallecimiento. Se desempeñó también como director de la Escuela Politécnica y del Departamento de Construcciones del Estado. Tuvo bajo su responsabilidad las obras municipales de Guadalajara. Perteneció al Consejo de Colaboración Municipal de Guadalajara en 1943. A él se debe la cúpula del edificio de la universidad; los arcos de la avenida Vallarta, construidos en 1942 para conmemorar el IV centenario de la fundación de Guadalajara, entre otras obras. Murió el 19 de junio de 1946 en la ciudad de Guadalajara, Jal.

- Santa María de Jesús Sacramentado Venegas de la Torre, "Madre Naty" (1868-1959). Nació el 8 de septiembre de 1868 en Zapotlanejo, Jalisco. En noviembre de 1905 ingresó a un instituto religioso apenas creado, las Hijas del Sagrado Corazón de Jesús, fundación auspiciada por el canónigo Atenógenes Silva, con el propósito de atender a los enfermos abandonados y a los menesterosos en el hospital. El 25 de enero de 1921 es elegida superiora general de las Hermanas del Sagrado Corazón de Jesús. Redactó las constituciones de su congregación, aprobadas por el arzobispo de Guadalajara Francisco Orozco y Jiménez, el 24 de julio de 1930. Durante 33 años, hasta 1954, fecha en que dejó la dirección del instituto, favoreció la fundación de dieciséis casas para atender enfermos, ancianos y desvalidos. Falleció en la ciudad de Guadalajara el 30 de julio de 1959. Fue canonizada por el Papa Juan Pablo II el 21 de mayo de 2000, en Roma. Es la primera y única mujer mexicana en ser canonizada por la Iglesia católica.

- San José Isabel Flores Varela (1866-1927), sacerdote y mártir durante la Rebelión de los Cristeros, nació en el rancho de los Varela, Teúl de González Ortega, Zacatecas (arquidiócesis de Guadalajara), el 28 de noviembre de 1866. Por 26 años fue capellán de Matatlán, de la parroquia de Zapotlanejo, Jalisco (arquidiócesis de Guadalajara), donde construyó una iglesia y desempeñó su ministerio religioso durante la persecución cristera. Fue denunciado ante las autoridades por un excompañero por ofrecer servicios religiosos y apresado el 18 de junio de 1927, siendo encerrado en el antiguo curato de la ciudad, hoy Casa de la Cultura. El 21 de junio de 1927 fue conducido al camposanto de Zapotlanejo, donde fue martirizado. Fue canonizado por el Papa Juan Pablo II el 21 de mayo de 2000 en Roma.

- Juan Terríquez (?-1811). Indígena y héroe de la Independencia que dio muerte al general del Ejército Realista Manuel de Flon, conde de Cadena, intendente de Puebla, para dar término a la Batalla de Puente de Calderón (17 de enero de 1811) con una flecha lanzada desde un arbusto.

- Ramón Villalobos Castillo "Tijelino" (1934-). Artista. Nació en 1934 en Zapotlanejo, Jalisco. A los 12 años se inscribió en la ex Escuela de Artes Plásticas de Guadalajara, desarrollándose en esa época en el dibujo y el color. En 1948 comenzó en la escultura, al integrarse como aprendiz en el taller de Fidel N. Galindo. 16 años después se le reconoce en esa faceta con el Premio Jalisco. Incursionó también en la literatura en el grupo Arquitrabe en 1965, y en 1973 se le reconoce con el tercer lugar en los Juegos Florales de Zapotlán. Otra de sus facetas fue el teatro, donde participó realizando escenografías. Estas actividades las ha combinado con la docencia en la Universidad de Guadalajara y en el Centro Regional de Enseñanza Normal (CREN), de Ciudad Guzmán.

## Relaciones Internacionales

### Hermanamientos
La ciudad de Zapotlanejo iene Hermanamientos con 2 ciudades alrededor del mundo
1. San Antonio de los Baños,  Cuba (2005)[30]
2. Racine, Estados Unidos (2007)[31][32][33][34]
3. Chanco,  Chile (2007)[35][36]
4. Zacoalco, México (2011)[37][38][39]
5. Pénjamo, México (2015)[40][41]
6. Moroleón, México (2016)[42][43][44][45][46][47][48]
7. Nochistlan, México (2017)[49]
8. Uriangato, México (2017)[50][51][52]